# 丁乃光
丁乃光（1917年—1981年），男，山西运城人，中华人民共和国政治人物，曾任中共甘肃省委常委、组织部部长，甘肃省政协副主席，第五届全国政协委员。